# Wyeomyia ypsipola
Wyeomyia ypsipola är en tvåvingeart som beskrevs av Dyar 1922. Wyeomyia ypsipola ingår i släktet Wyeomyia och familjen stickmyggor. Inga underarter finns listade i Catalogue of Life.